# Plumariidae
Plumariidae são pequenas vespas pouco estudadas que pertencem à superfamília Chrysidoidea, da ordem de insetos Hymenoptera, que ocorrem apenas em regiões áridas ou semiáridas ao redor do hemisfério Sul, sendo conhecidas principalmente da América do Sul e do continente africano. Medem poucos milímetros de comprimento e são bastante frágeis. Machos e fêmeas apresentam coloração desde o bege pálido ao marrom escuro. Não se sabe essencialmente nada sobre sua biologia, mas costumam ser atraídos pela luz (principalmente os machos) e podem ser encontrados sob rochas. Machos são menores do que as fêmeas.
Morfologicamente, apresentam antenas normalmente com 13 segmentos (raramente com 12), bastante alongadas e com cerdas bem proeminentes. Forte dimorfismo sexual, com machos com asas bem desenvolvidas e com venação complexa, e as fêmeas ápteras.
Alguns autores acreditam que seja o grupo-irmão ancestral de todos outros Crysidoidea. São conhecidas no máximo 20 espécies, distribuídas por cinco gêneros, dos quais três ocorrem na Região Neotropical: Plumarius, Plumaroides e Maplurius. O primeiro destes inclui quase 85% das espécies conhecidas.  No Brasil, são conhecidas apenas poucas espécies .